# Luigi Cambiaso
Luigi Cambiaso (ur. 29 stycznia 1895 w Rivarolo, zm. 25 marca 1975 w Genui) – włoski gimnastyk. Dwukrotny medalista olimpijski.
Brał udział w dwóch igrzyskach (IO 20, IO 24), na obu zdobywał złote medale w rywalizacji drużynowej. W 1920 znalazł się w gronie zwycięzców w wieloboju rozgrywanym w systemie europejskim, cztery lata później triumfował w wieloboju.